# Episodi di Soko 5113 (venticinquesima stagione)
La venticinquesima stagione della serie televisiva Soko 5113 è stata trasmessa in anteprima in Germania dalla ZDF tra il 2 marzo 2004 e il 20 aprile 2004.
| nº | Titolo originale        | Titolo italiano | Prima TV Germania | Prima TV Italia |
| -- | ----------------------- | --------------- | ----------------- | --------------- |
| 1  | Ritt in den Tod         |                 | 2 marzo 2004      |                 |
| 2  | Eine Frage des Gefühls  |                 | 9 marzo 2004      |                 |
| 3  | Unglücksstern           |                 | 16 marzo 2004     |                 |
| 4  | Eine feine Gesellschaft |                 | 23 marzo 2004     |                 |
| 5  | Den Tod vor Augen       |                 | 30 marzo 2004     |                 |
| 6  | Durchgedreht            |                 | 6 aprile 2004     |                 |
| 7  | Tot in der Presse       |                 | 13 aprile 2004    |                 |
| 8  | Edwards                 |                 | 20 aprile 2004    |                 |